# Миксотоксодон
Миксотоксодон (лат. Mixotoxodon) — род крупных вымерших млекопитающих семейства токсодоновых, включающий типовой вид Mixotoxodon larensis из стран Латинской Америки и, возможно, из Техаса. Обитал в плейстоцене, 1,8 млн — 12 000 лет назад.
Родовое название означает буквально «смешанный токсодон» и отражает тот факт, что миксотоксодоны сочетали различные черты, свойственные другим родам семейства токсодоновых.

## Описание

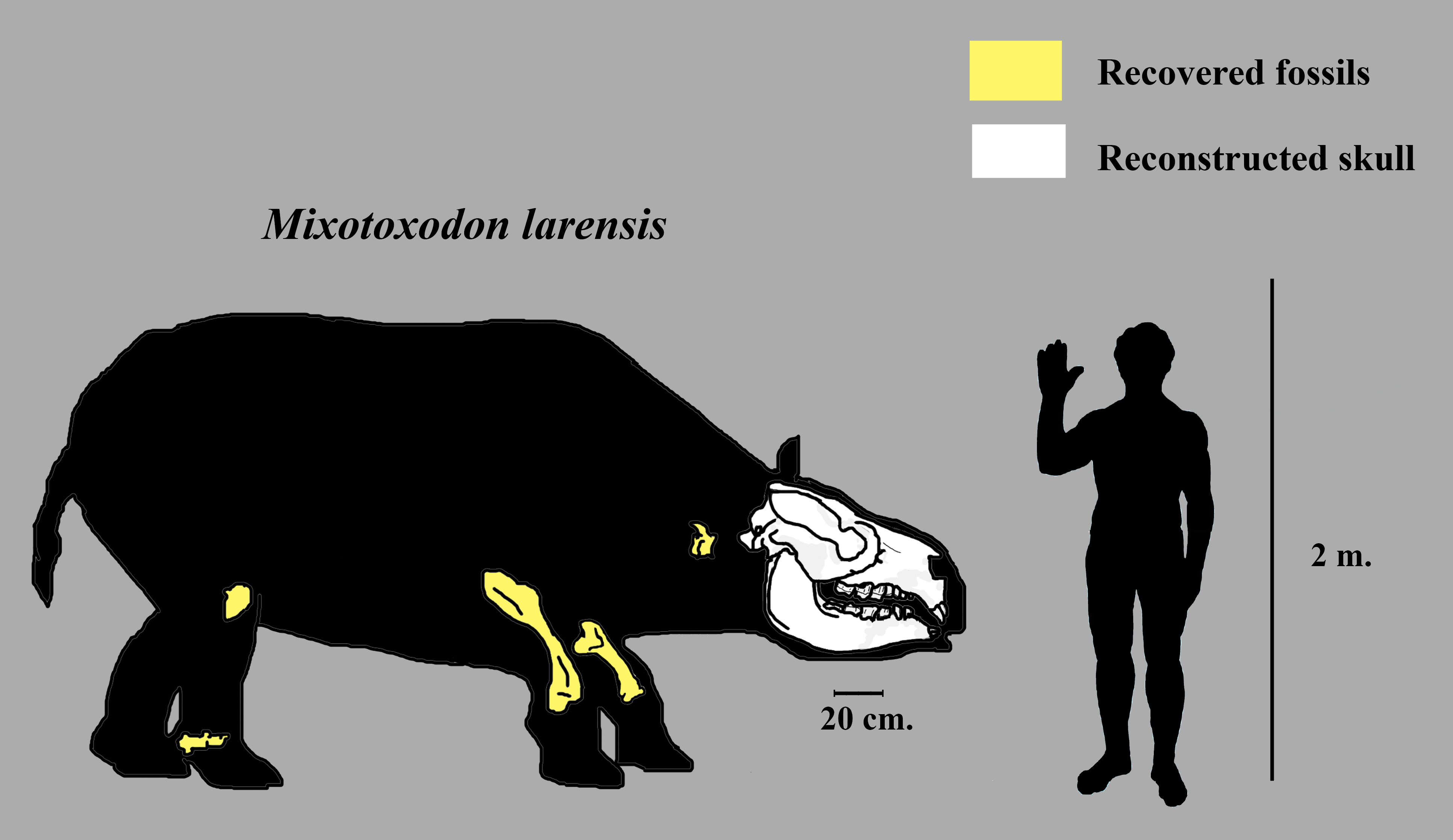
Обнаруженные части скелета (жёлтые) и реконструированный череп (белый)

Достигали размеров носорогов при массе до 3,8 т, что делало их крупнейшими представителями отряда нотоунгулят. Из всего отряда только о миксотоксодонах известно, что они мигрировали из Южной Америки во время великого межамериканского обмена. Останки обнаружены от Южной Америки (север Аргентины, запад Боливии и Бразилии) до Мексики (Северная Америка), в штатах Веракрус и Мичоакан. Зуб, тоже отнесённый к данному роду, обнаружен в позднем плейстоцене Техаса, США. Наряду с токсодонами были самыми поздними из известных представителей отряда.

## Экология
Как показали исследования местонахождения Orillas del Humuya (Гондурас), миксотоксодоны обитали в местах с возможными периодами продолжительных засух, где доминирующей была древесная растительность. Территория распространения вида Mixotoxodon larensis относится к внутритропической зоне между 18° с. ш. и 27° ю. ш., что не перекрывается с ареалом токсодона.
В районе нынешнего штата Сулия, Венесуэла, миксотоксодоны соседствовали с хищными вымершими ужасными волками и саблезубыми кошками Smilodon populator.
На территории современного Техаса миксотоксодоны входили в состав позвоночной фауны прибрежной равнины. Вместе с ними обитали крокодилы, крупные черепахи (вероятно, Geochelone), два вида лошади, бизоны, вилороговые, мамонты, кювьеронии, западные верблюды, палеоламы и гигантские наземные ленивцы — эремотерии. 

## Места находок
- США:

Места обнаружения миксотоксодонов

  - Харрис, Техас (30.0° с. ш. 95.8° з. д.) (Lundelius et al., 2013)[1];
- Мексика:
  - Hi-huitlán, Мичоакан (18°52'30.00" с. ш. 103°24'14.00" з. д.);
  - La Estribera, Веракрус (18°06'28.00" с. ш.  94°53'13.00" з. д.) (Polaco et al.,  2004);
- Гватемала:
  - Santa Amelia River, Эль-Петен (16° 12'51.05" с. ш. 89°59'59.03" з. д.) (Woodburne, 1969);
- Гондурас:
  - Yeroconte, Лемпира (14°49'31.30" с. ш. 88°39'22.24" з. д.) (Webb and Perrigo, 1984);
  - Orillas  del Humuya, Комаягуа (14°24'35.90" с. ш. 87°39'35.12" з. д.);
- Сальвадор:
  - To-mayate, Сан-Сальвадор (13°47'06.13" с. ш. 89°10'52.10" з. д.) (Cisner-os, 2005);
  - Barranca del Sisimico, Сан-Висенте (13°39'00.01" с. ш. 88°44'48.18" з. д.);
  - Hor-miguero, Сан-Мигель (13°28'25.22" с. ш. 88°09'28.07" з. д.) (Webb and  Perrigo, 1984);
- Никарагуа:
  - El Bosque, Эстели (13°18'09.97" с. ш. 86° 33'35.62" з. д.) (Leidy 1886);
- Коста-Рика:
  - Bajo de los Bar-rantes, Алахуэла (10°03'47.88" с. ш. 84°37'38.47" з. д.) (Laurito, 1993; Valerio, 1939; Spencer et al., 1997);
- Панама:
  - Ocú, Эррера (7°55'10.56" с. ш. 80°46'18.09" з. д.) (Gazin,  1956);
- Колумбия:
  - Chívolo, Магдалена (10°00'49.13" с. ш. 74°40'16.76" з. д.) (Porta 1959; Villarroel and Clavijo, 2005);
- Венесуэла:
  - Mene de Inciarte, Сулия (10°47'42.60" с. ш. 72°14'20.80" з. д.);
  - Quebrada Ocando, Фалькон (11°25'19.03" с. ш. 69°29'34.96" з. д.) (Bocquentin-Villanueva, 1984);
  - Muaco, Фалькон (11°28'54.08" с. ш. 69°32'39.61" з. д.) (Royo  y  Gómez,  1960,  Boc-quentin-Villanueva, 1979);
  - Cerro Misión, Фалькон (10°51'26.55" с. ш. 68°36'41.36" з. д.) (Rincón, 2004);
  - Agua Viva  del  Totumo, Лара (9°54'18.32" с. ш. 69°30'05.50" з. д.) (Karsten 1886);
  - San Miguel, Лара (9°52'09.39" с. ш. 69°30'53.89" з. д.) (Van Frank  1957);
  - El  Tocuyo, Лара (9°47'16.34" с. ш. 69°46'48.48" з. д.);
  - El  Breal de Orocual, Монагас (9°50'48.3" с. ш. 63°19'46.0" з. д.) (Rincón et al., 2009);
- Бразилия:
  - Juruá River, Акри (7°54'12.57" ю. ш. 72°48'09.17" з. д.) (Paula Couto, 1982; Rancy, 1981);
  - Araras/Periquitos, Рондония (10° 03'01.0" ю. ш. 65°19'31.00" з. д.);
- Боливия:
  - Cara Cara, Бени (15°14'19.98" ю. ш. 66°59'39.95" з. д.); (Hoffstet ter, 1968)[10];
- Аргентина:
  - Los Quiroga, Сантьяго-дель-Эстеро (27.6° ю. ш. 64.5° з. д.) (Chimento & Agnolin, 2011)[6].